# Hidžázská dráha

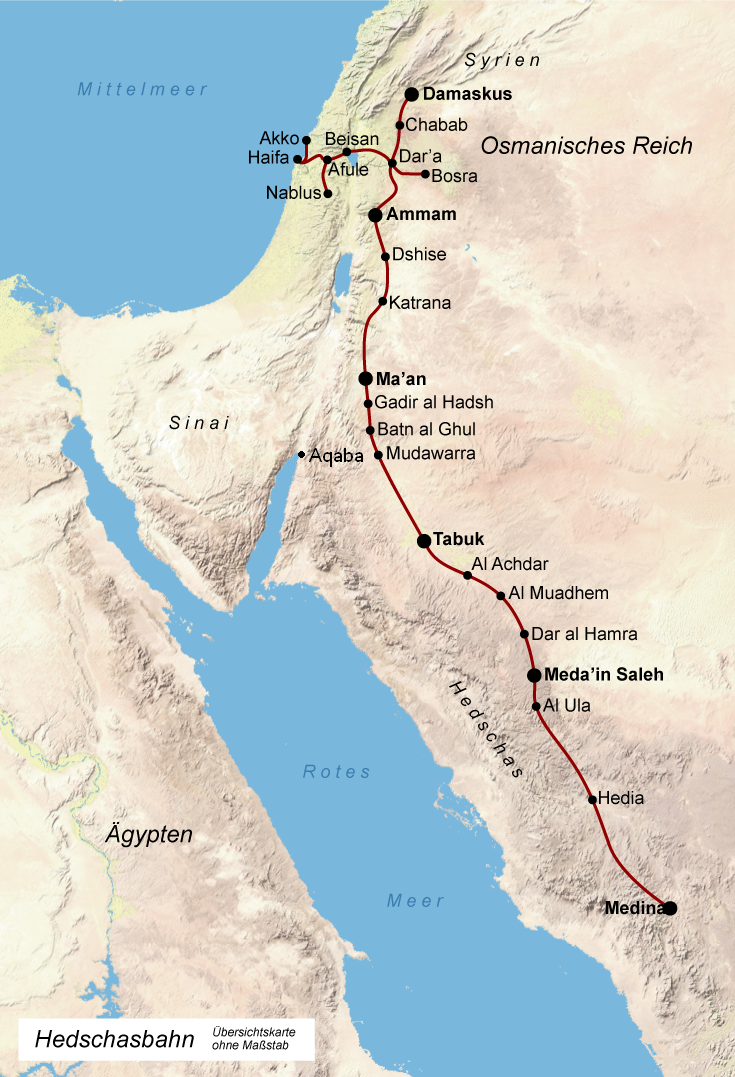
Mapa průběhu Hidžázské dráhy

Hidžázská dráha, označovaná také jako Dráha poutníků, je označení železniční tratě v oblasti Blízkého východu. Byla vybudována ve směru staré poutnické cesty muslimů do Mekky a Medíny. Severně od Damašku se trať připojila na Bagdádskou dráhu spojující Istanbul s Perským zálivem po souši.

## Historie

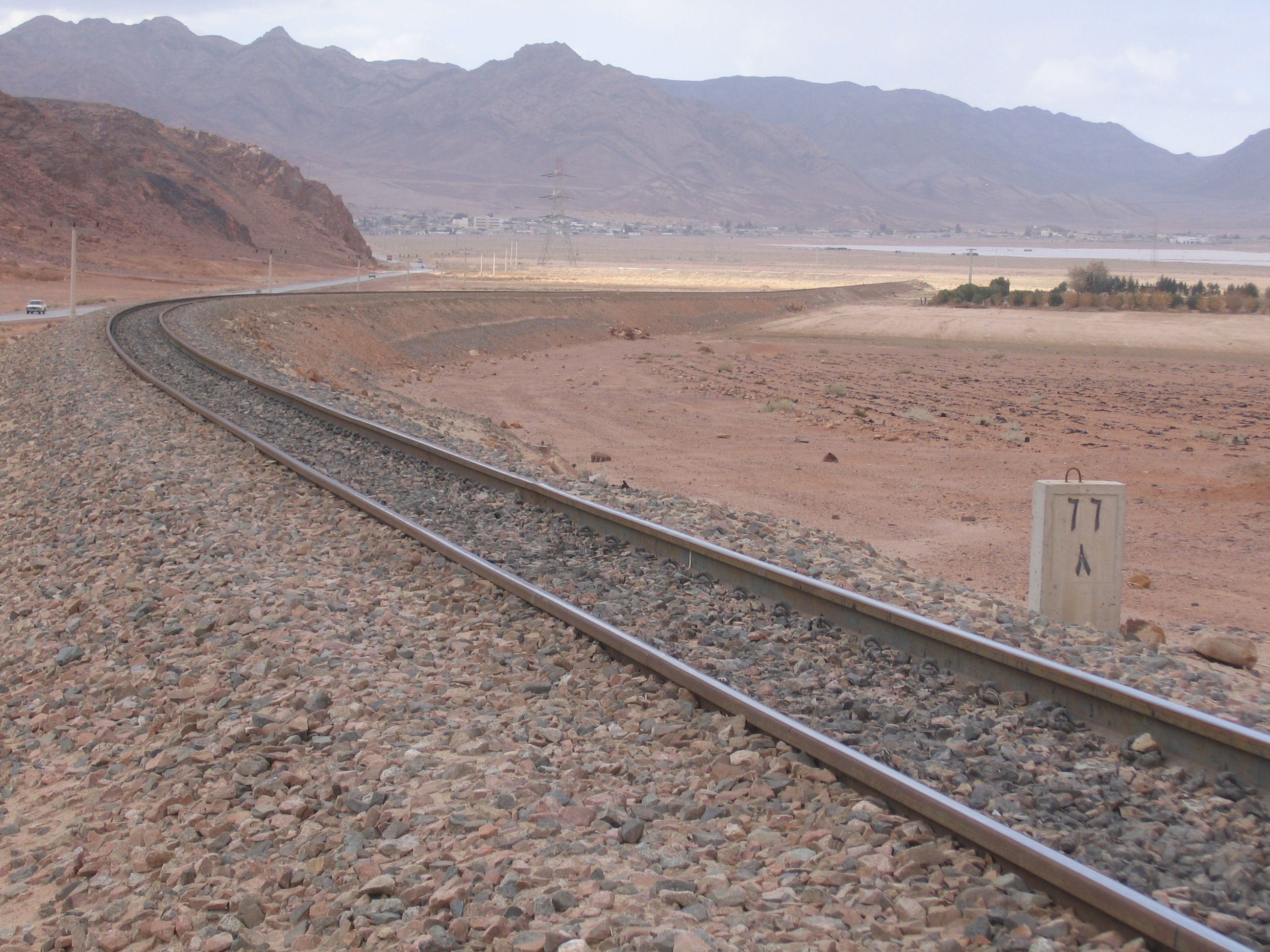
Nově upravený úsek tratě do Akaby západně od Vádí Rum (rok 2007)

Hidžázská dráha Byla budována v letech 1900–1908. Původně úzkorozchodná dráha s neobvyklým rozchodem 1050 mm byla uváděna do provozu ve dvou etapách: 1. září 1904 úsek do Ma'ánu, 1. září 1908 úsek do Mediny. Do Mekky trať nikdy přivedena nebyla. Trať z větší části procházela pouští bez dostupné vody, takže vlaky vozily ještě plošinový vůz s vodou pro napájení parní lokomotivy.
Během druhé světové války byla trať vážně poškozena a po válce byla postupně přestavována na větší provozní zátěž. V současnosti se využívají jen některé úseky, které mají už jen lokální význam. Pro oblast Blízkého východu je totiž příznačné, že funkci železnice převzaly jiné druhy dopravy (ropovody, dálková silniční doprava).

## Plány na obnovení projektu
Po pádu režimu Bašára al-Asada v Sýrii turecký ministr dopravy Abdulkadir Uraloğlu oznámil, že Turecko má v plánu projekt obnovit. Železniční trasa by měla propojit Turecko s Damaškem.